# Hermafroditizmus (biológia)

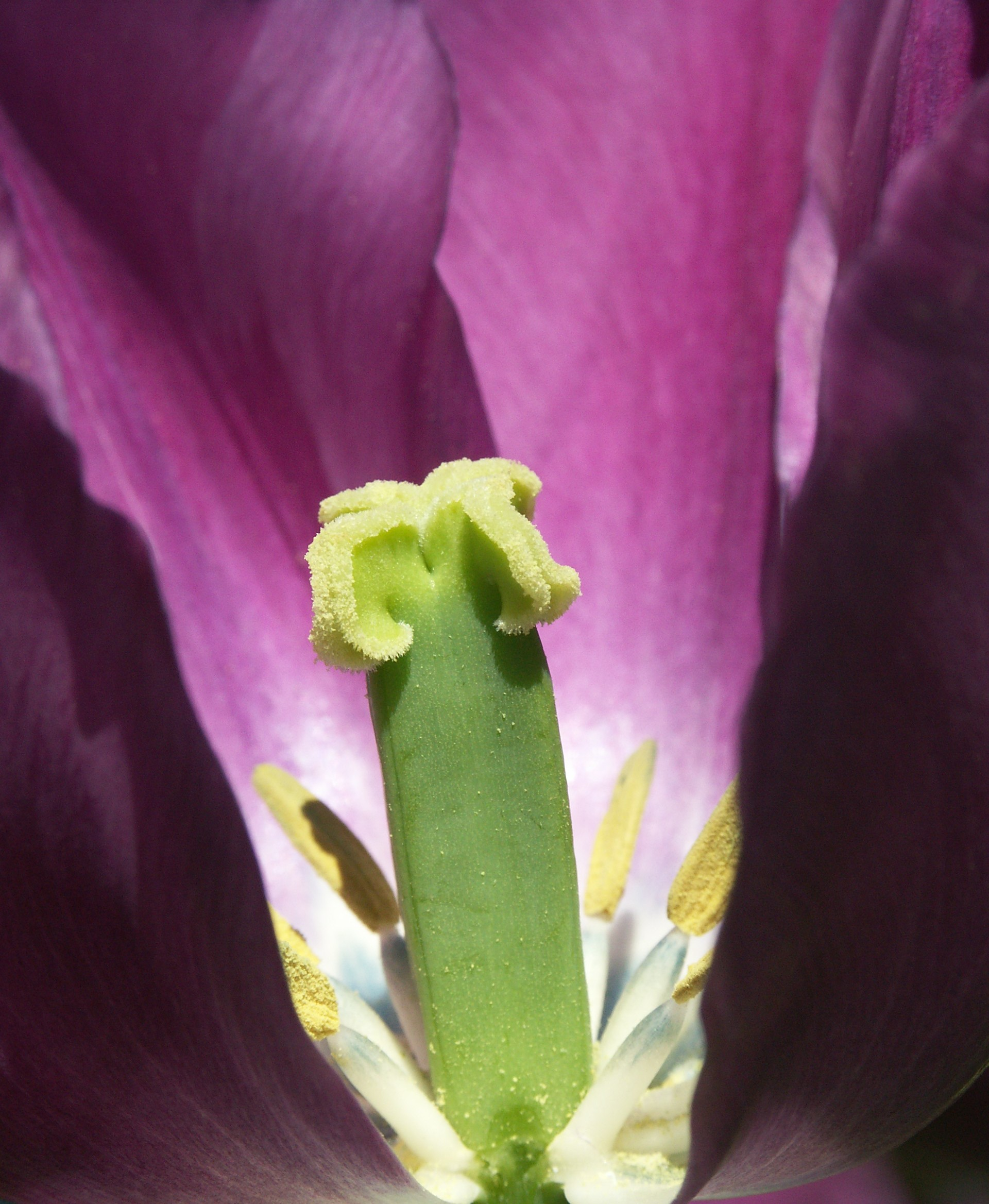
A tulipán virága porzót és bibét egyaránt tartalmaz.

Egy hermafrodita (hímnős, kétivarú, kétnemű) élőlény fel van ruházva mind a hím, mind a női nemi szervekkel és mindkét fajta ivarsejt előállítására képes.
A név görög eredetű, Hermaphroditosz nevéből alkották. Hermaphroditosz Hermész (Έρμῆς) és Aphrodité (Αφροδίτη) istenek kétneművé változott fia volt a görög mitológiában.
A hermafroditizmus a növényvilágban gyakori jelenség, kétivarú például a dohány vagy az alma is, szemben az egyivarú és egylaki kukoricával, illetve az egyivarú és kétlaki mogyoróval.
Előfordul az önmegtermékenyítés (autogámia) is, így például a búzánál vagy a zabnál. A hermafroditák autogámiája nem tévesztendő össze a szűznemzéssel, ami a nőstény egyedek hím közreműködése nélküli szaporodását jelenti, mint például a futógyíkok 12 fajánál.
A hermafrodita jelző átvitt értelemben is használatos.
A pszichológiai értelemben vett hermafroditákat gyakran nevezik androgün vagy günander néven is, ami a szintén görög eredetű nő és férfi jelentésű szavak összetétele. A szomatikus (testi) értelemben vett hermafroditizmus olyan veleszületett fejlődési rendellenesség, mely esetében az egyén mindkét nem genitáliáival rendelkezik.Nem egységes betegségcsoport.
E cikk tárgya a biológia értelemben vett hermafroditizmus, tehát amikor egy egyed mind a hím, mind pedig a női ivarsejtek előállítására képes.

## Általános jellemzői
A törzsfejlődés korai szakaszaiban kialakult állatoknál sem ritka a hímnősség, így például kétivarúak a csigák vagy a földigiliszta.
A leggyakrabban két hímnős egyed kölcsönösen termékenyíti meg egymást, az ivarsejtjeik megfelelő cseréjével.
A fiatal angolnák gyakran hímnősek, felnőttkori nemük végleges lakóhelyükre való felvándorlásuk után az élet- és táplálkozási viszonyok hatására, csak néhány év múlva alakul ki.
A polipféle, tüskésbőrű és gerinces állatoknál viszont már sokkal ritkább, a hüllők, madarak és emlősök esetében csak rendellenességként fordul elő a hermafroditizmus, és ilyenkor az egyik jellegzetesség nem valósul meg teljesen. Ilyen esetben pszeudohermafroditizmusról illetve emberek esetében interszexualitásról beszélünk.
Szekvencionális hermafroditizmusnak a halaknál és kétéltűeknél gyakori jelenséget nevezzük, hogy egynemű közegben egyes egyedek képesek nemet váltani, néhány faj egyedei ezt életükben többször is megteszik. Szükségszerűen két csoport létezhet, a protandrin és a protogün, attól függően, hogy a születéskor hím- illetve nőnemű egyedek alakulnak át a másik nemmé. Az előbbire a bohóchal, az utóbbira az ajakoshal lehet példa.

## Kialakulása

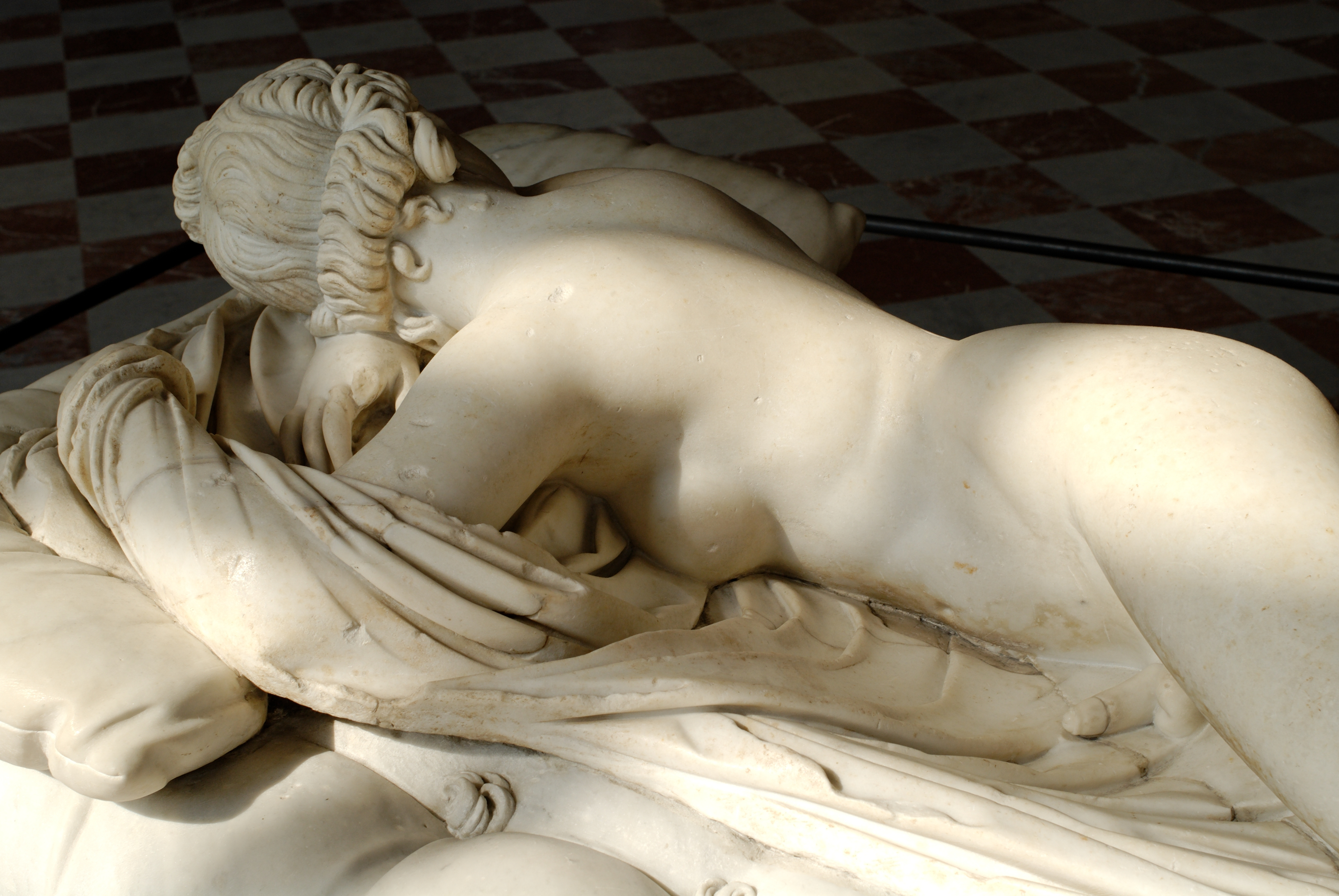
Alvó Hermaphroditosz, görög szobor 2. századi római másolata

A hermafroditák két úton jöhetnek létre. Ebből az egyszerűbb, amikor a nemi jellegek kialakulásáért felelős gének nem kapcsolódnak be az egyedfejlődés folyamán, vagy hormonháztartásbeli problémák miatt jön létre, alakul ki kétneműség.
A másik lehetséges ok úgynevezett genetikai mozaik fejlődése. A több mint két ivarsejtből fejlődő kimérák lehetnek olyan élőlények, amikben mindkét nem minden jellemző tulajdonsága (elsődleges és másodlagos nemi szervek és jellegek) egyformán megjelennek. A hermafroditizmust genetikailag legtöbbször az XX/XY jellegű mozaik okozza, nagy részüknél négy vagy három génkészlet van jelen. Az emberi hermafroditák kizárólag XX/XY kiméraként alakulnak ki.
Mivel a kétneműség nem egyetlen betegség, egyetlen okra nem lehet visszavezetni. Az okok között vannak kromoszómahibák, enzimhiányok, környezeti ártalmak egyaránt, az esetek jelentős részében az okok nem azonosíthatók. Megjelenésük alapján a kétneműséget négy csoportba oszthatjuk, úgymint
1. Ovotesztikuláris (ovárium=petefészek, tesztisz=here) vagy valódi hermafroditizmusról beszélünk, amikor a betegnél herék és petefészkek is megtalálhatók. A beteg külső megjelenése rendkívül változatos, a közel tökéletesen férfi külsőtől (fenotípus) a közel tökéletes női megjelenésig bármi előfordulhat. Gyakorta mindkét nemi szerv kialakul, a pénisz alatt hüvely nyílik, a nagyajkakban herék vannak, a petefészkek pedig normális helyen találhatók.

2. A tesztikuláris interszexualitás nem valódi hermafroditizmus. Amint azt a rendellenesség neve is jelzi, az ivarszervek közül                     csak herék találhatók. Ide tartoznak az alábbi rendellenességek:
Férfias felsőtest és szőrnövekedés a női nemi szervek mellett. A petefészkek helyén vagy a nagyajkakban herék találhatók.
Nőies emlőnövekedés és másodlagos nemi jellegek a pénisz fejlődése mellett.
A Klinefelter-szindróma oka a női nemi kromoszómák többlete. Így a férfiakra jellemző XY nemi kromoszómapár helyett XXY, XXXY, stb. kromoszómák találhatók. A beteg jellemzően magas növésű, széles csípőjű, keskeny vállú. A zsír- és szőrzeteloszlás nőies. A pénisz és a herék többnyire alulfejlettek. A beteg normális nemi életre képes lehet, de gyermeknemzésre nem. A herékben spermiumok nem termelődnek, a csírahám degenerálódott.
Morris-szindróma (testicularis feminisatio) egy enzimhiány (5alfa-reduktáz) következménye, ami által a férfi XY kromoszómák ellenére a fenotípus közel tökéletesen nőies. A szövetek ugyanis nem érzékenyek a férfihormonok hatására. Jellemző a magas, nőies alkat, dús keblek. A hüvely valamivel rövidebb, de normális is lehet. A méh hiányzik, a petefészkek helyén herék találhatók. A páciens leggyakrabban a menstruáció teljes hiánya miatt keresi fel az orvost. A Morris-szindróma felismerése könnyű, mert a fanszőrzet és a hónaljszőrzet teljesen hiányzik. A rendellenesség gyakori a manökenek között, mert a szép, sudár, nőies alkat és esztétikus emlők erre a foglalkozásra nagyon is alkalmassá teszik az embert. A herék a nagyajkakban, az ágyékcsatornában vagy a hasüregben találhatók meg.

3. Ováriális interszexualitás esetén a meglévő gonád (nemi mirigy) a petefészek, ennek ellenére a fenotípus férfias lesz
Az adrenogenitális szindrómának (AGS vagy congenitalis adrenalis hyperplasia =CAH) genetikai okai vannak, a nőknél több enzim hiánya is tapasztalható, melynek következtében a mellékvesékben csak férfihormonok termelődnek, a cukoranyagcserét szabályozó szteroidok esetében (glukokortikoidok) hiány mutatkozik, valamint a só és vízháztartást szabályozó "mineralokortikoidokban" hiány és többlet is keletkezhet. Három alaptípusa van: A 3béta-dehidrogenáz az élettel nem összeegyeztethető, így újszülöttkorban halálos betegség. A 11alfa-dehidrogenáz hiánya esetén mineralokoritoid-hiány alakul ki, melynek következtében a szervezet jelentős mennyiségű sót és vizet veszít a veséken keresztül. A 21alfa-dehidrogenáz magas vérnyomást okoz. Az élettel összeegyeztethető két csoportra jellemző, hogy a csikló (clitoris) péniszszerűen megnő, alatta egészséges hüvely, méh és petefészkek találhatók. Jellemző a korai nemi érés és menstruáció. A rendellenességre legtöbbször ekkor derül fény.
Indukált álkétneműségnél az anya terhesség alatti férfihormon-kezelése a leánygyermekeknél a clitoris péniszszerű megnagyobbodását okozhatja, fokozott szőrnövekedés és férfias másodlagos nemi jellegek mellett. Manapság az anabolikus szteroidokkal élő sportolónőknél találkozhatunk ilyen állapottal. Régebben az emlő fibrocisztás betegségének kezelésére használtak férfihormonokat.
4. Gonadális diszgenezisek - a nemi mirigyek hibás fejlődése - esetén a fenotípus nőies, de infantilis (szexuálisan éretlen).
Turner-szindróma esetén az egyik női X-kromoszóma mellől hiányzik a második (X0 genotípus). Jellemző az alacsony növés, a nyaki redő (pterygium colli), a tarkóra mélyen lekúszó hajvonal, fejletlen emlők, hüvely, méh. Mindkét petefészek helyén kötőszövet ("csíkgonád") található. Gyakori az enyhe értelmi fogyatékosság. Az élette egyébként jól összeegyeztethető rendellenesség mellett meddőség lép fel.
Tiszta gonadális diszgenezis esetén a kromoszómák szabályosak, de a nemi érés elmarad. A nemi szervek anatómiailag épek, csakhogy gyermekkorinak felelnek meg. A petefészkek helyén csíkgonádok találhatók.
A hermafroditizmus kezelése
A terápia szempontjából megkülönböztetünk gyógyítható kétneműséget, korrigálható és nem befolyásolható rendellenességeket.
1. Gyógyítható pl. a CAH. Napi 1-2 tabletta szteroid segítségével a a hiányzó hormonokat pótoljuk , és ezek visszaszorítják a férfihormonok termelését. Az ilyen páciens terhességet is ki tud viselni. A péniszszerű csikló sebészi eltávolítása is része a kezelésnek.
2. Az anatómiailag korrigálható kétneműségek esetében fontos a beteg szexuális orientációja. Ennek megfelelően nővé vagy férfivá lehet operálni és a megfelelő hormonpótlásban részesíteni. Fontos, hogy a műtétre a nemi hovatartozás érzésének kialakulásakor kerüljön sor (pubertáskor vagy utána). Funkcionálisan korrigálhatók a gonadális diszgenézisek és a Klinefelter-szindróma, amelyeknél, megfelelő hormonpótlással, a nemi szervek a genetikailag determinált irányba kifejleszthetők, Nőknél havivérzések kiváltására is mód van. A meddőség azonban gyógyíthatatlan, bár petedonációval az uterus alkalmas lehet esetleg genetikai szülők gyermekének kiviselésére.
3. Befolyásolhatatlan pl. a Morris-szindróma. Ilyenkor nagyon nehéz eldönteni, hogy meddig terjedhetnek a betegjogok, miként kell felvilágosítanunk a beteget. Ha ugyanis szembeállítjuk a harmonikus életet élő, férjezett Morris-szindrómás beteget azzal a ténnyel, hogy ő genetikailag férfi, súlyos önagressziót, egyéni és családi válságot válthatunk ki.

## A hermafroditizmus kezelése
A terápia szempontjából megkülönböztetünk gyógyítható kétneműséget, korrigálható és nem befolyásolható rendellenességeket.
A hermafroditizmus gyógyulási esélyei
A gyógyulási esélyek CAH esetén tökéletesek, számos gyermek született már "gyermekkorban még fiú" anyától. Más esetben lehetővé lehet tenni a harmonikus házaséletet, gyermeknemzés azonban nem lehetséges. A legsérülékenyebb betegek a Morris-szindrómások, akiknél 30 éves kor előtt a heréket el kell távolítani, mert nagy valószínűséggel rosszindulatú elfajulást fognak mutatni (gonadoblasztoma).
Nagyon fontos, már a kezelés megkezdése előtt, a gyermek szexuális orientációjáról pontos képet alkotni. Ez rendkívül felelősségteljes pszichiátriai feladat. Nem egyértelmű nemi szervek esetén, a neméről ugyanis mindenki maga dönthet. Egyirányú fejlődés esetén (teljesen női fenotípus, teljesen férfi fenotípus) is lehet a szexuális orientáció attól eltérő. A kezelés megtervezésénél ezt mindenképp figyelembe kell venni. Természetesen szerencsés, ha a beteg szexuális orientációja megfelel a fenotípusának.